# Jeden (singel)
Jeden – singel zespołu Ira pochodzący, z płyty Ogrody, wydany został wytwórnię fonograficzną Zic Zac w sierpniu 1995 roku. Na singlu promocyjnym utwór Jeden znalazł się wraz z utworem Światło we mgle. Na płycie utwór został zamieszczony na ósmej pozycji, trwa 3 minuty i 26 sekund i jest ósmym utworem co do najdłuższych na płycie. Patronat mediowy nad singlem sprawowało RMF FM. Utwór Jeden obok utworu Nie tracę wiary są jedynymi piosenkami skomponowanymi przez gitarzystę Kubę Płucisza, który napisał także tekst do tego utworu.
Brzmienie utworu utrzymane jest w mocnym rockowym brzmieniu, połączone z melodyjną gitarową solówką w wykonaniu gitarzysty Piotra Łukaszewskiego. Piosenka została nagrana w brzmieniu zbliżonym do utworów zawartych na płycie Mój dom. Gościnnie w tym utworze na instrumentach perkusyjnych wystąpił Lech „Groszek” Grochala. Do tego utworu nie powstał teledysk, także singel Jeden był promowany jedynie w stacjach radiowych.
Utwór Jeden sporadycznie pojawiał się na koncertach promujących płytę Ogrody. Nie cieszył się on tak dużą popularnością jak Światło we mgle czy Jestem obcy. Trasa Ogrody była jedyną trasą na której grany był utwór.
Od momentu reaktywacji grupy, utwór w ogóle nie jest grany na koncertach zespołu.

## Lista utworów na singlu
CD
1. „Światło we mgle” (P. Łukaszewski – P. Łukaszewski) – 3:21
2. „Jeden” (K. Płucisz – K. Płucisz) – 3:26

## Twórcy
Ira
- Artur Gadowski – śpiew, chór
- Wojciech Owczarek – perkusja
- Piotr Sujka – gitara basowa, chór
- Kuba Płucisz – gitara rytmiczna
- Piotr Łukaszewski – gitara prowadząca

'Muzycy sesyjni
- Sławomir Piwowar – instrumenty klawiszowe
- Lech „Groszek” Grochala – instrumenty perkusyjne

Produkcja
- Nagrywany oraz miksowany: Studio S-4 w Warszawie w dn. 12 czerwca – 30 lipca 1995 roku.
- Producent muzyczny: Leszek Kamiński
- Realizator nagrań: Leszek Kamiński
- Kierownik Produkcji: Elżbieta Pobiedzińska
- Mastering: Classicord – Julita Emanuiłow oraz Leszek Kamiński
- Aranżacja: Kuba Płucisz
- Tekst utworu: Kuba Płucisz
- Projekt graficzny okładki: Katarzyna Mrożewska
- Opracowanie i montaż zdjęć: Piotr Szczerski ze studia Machina
- Zdjęcia wykonała: Beata Wielgosz
- Sponsor zespołu: Mustang Poland

## Miejsca na listach przebojów
| Rok  | Single | Lista      | Pozycja |
| ---- | ------ | ---------- | ------- |
| 1995 | Jeden  | Radio EMKA | Nr 28   |